# Perissodus microlepis
Perissodus microlepis és una espècie de peix de la família dels cíclids i de l'ordre dels perciformes que es troba a Àfrica: llac Tanganyika.
És una espècie de clima tropical entre 24 °C-28 °C de temperatura.
Els mascles poden assolir 11 cm de longitud total. És depredat per Plecodus straeleni.